# Jin Yuelin
Dans ce nom chinois, le nom de famille, Jin, précède le nom personnel.
Jin Yuelin (chinois : 金岳霖 ; 1895-1984) est un logicien et philosophe chinois, plus connu pour trois ouvrages, sur la logique, sur la métaphysique et sur l'épistémologie. Il a également été un commentateur de Bertrand Russell.

## Biographie
Jin est né à Changsha, dans la province du Hunan et a fréquenté l'Université Tsinghua de 1911 jusqu'en 1914. Il a obtenu un doctorat en sciences politiques à l'Université Columbia dans les années 1920. En 1926, Jin a fondé le département de Philosophie de l'Université Tsinghua. Jin a été un participant actif dans le Mouvement du 4 Mai en tant que jeune intellectuel révolutionnaire. Il a aidé à intégrer la méthode scientifique en philosophie. Hao Wang était un de ses élèves. Jin est membre de l'Académie chinoise des sciences et de l'Academia sinica. Il est mort à Pékin en 1984.

## Contexte philosophique: pensée orientale vs pensée occidentale
Parmi les premiers à introduire certaines notions de base de la logique moderne en Chine, Jin a également fondé un nouveau système philosophique combinant des éléments occidentaux et chinois, des traditions philosophiques (en particulier le concept de Tao). Peu de travaux sur la philosophie de Jin ont été réalisés en occident en anglais, malgré leur grand nombre fait en chinois. Jin ne plaide pas en faveur d'une approche historique traditionnelle de la philosophie, mais plutôt présente la philosophie comme une approche pratique à la résolution de problèmes – la philosophie en tant que but et en soi. C'est tout à fait différent de la façon dont les philosophes chinois considéraient à cette époque l'étude de la philosophie. Au risque de simplifier à outrance, l'approche de Jin peut être considérée comme un hybride des idéologies philosophiques entre l'ouest et l'est, influencé à la fois par son éducation occidentale en logique et en sciences, et par ses racines chinoises. Il s'est intéressé à Bertrand Russell, et en particulier ses deux principaux concepts : briser le complexe en parties plus petites, ce qui est à son sens l'atomisme logique de Russell, et la reconstruction par le biais de la méthode logique, qui a été la lecture faite par Jin du logicisme de Russell. Aussi bien le logicisme que l'atomisme logique ont eu une influence sur la pensée et la philosophie de Jin. Cependant Jin peut être considéré comme un philosophe chinois parce qu'il était plus éclairé par la philosophie chinoise, et s'est intéressé lui-même à la plupart des concepts chinois, tels que le Tao. « Cependant, comme Zinda l'écrit, Jin utilise des structures discursives empruntées à la fois à la pensée chinoise et à la pensée occidentale comme modes de persuasion ».

### Point de vue de Jin sur la philosophie chinoise
Les écrits de Jin sont intimement liés à son désir de naviguer dans l'espace entre les philosophies chinoise et occidentale. Dans son essai Philosophie chinoise, Jin met en évidence les différences qu'il voit entre les deux sphères qui concernent l'étude de la philosophie. Il voit l'approche occidentale de la philosophie comme une approche scientifique plus minutieuse et logique dont il fait remonter les origines à l'époque hellénistique de la pensée en Grèce Antique. En revanche, il explique la philosophie chinoise, comme ayant « un sous-développement de ce qui pourrait être appelé la conscience logico-épistémologique ». Il explique la philosophie chinoise comme étant plus poétique en ce qu'elle a « de sobriété et d'irréalité », où la philosophie occidentale est plus verbeuse. Ce manque d'explication étendue dans la philosophie chinoise, conduit, selon Jin, la philosophie chinoise à être plus dans l'interprétation des travaux des vieux philosophes, plutôt que dans la présentation de nouvelles façons de penser. En revanche, Jin n'attribue pas d'idées aux penseurs du passé ni ne cite ces penseurs danse sa propre philosophie. En outre, il n'a pas poursuivi les objectifs des nationalistes chinois dans sa philosophie, comme beaucoup de ses collègues l'ont fait. Jin note que la Chine a une longue histoire de l'étude de la philosophie et de la science politique où celles-ci sont entrelacées ; la philosophie d'aujourd'hui est une discipline plus spécialisée et différenciée. Ce détachement de la discipline, alors qu'il crée des connaissances objectives, éloigne le philosophe de la philosophie. Jin défend une philosophie vivante, plutôt que simplement le savoir. Ainsi, il travaille pour profiter de l'attachement émotionnel aux mots chinois. Par exemple, Jin choisit de ne pas traduire le mot Dao en anglais, mais conserve son origine chinoise.

## Travaux
- 1936: Logic (《逻辑》/《邏輯》)
- 1940: On Tao (《论道》/《論道》)
- 1965: Criticism of Russell"s Philosophy (《罗素哲学批判》/《羅素哲學批判》)
- 1983: A Theory of Knowledge (《知识论》/《知識論》)
- Jin, Yuelin. "Tao, Nature and Man." Collected Writings of Jin Yuelin. Vol. 2. Gansu People's, 1995. 568-750.